# Evelyn Inga
Evelyn Inga, née le 16 avril 1998 à Huancayo, est une athlète péruvienne, spécialiste de la marche. Elle est recordwoman du Pérou du 50 km marche.

## Biographie
En 2017, Evelyn Inga remporte la médaille de bronze des championnats panaméricains juniors à Trujillo sur le 10 000 m marche en 47 min 18 s 71. 
En 2019, elle remporte la Coupe panaméricaine de marche sur 50 km à Lazaro Cardenas en battant le record du Pérou en 4 h 22 min 57 s.
En 2020, elle termine neuvième des championnats sud-américaine de marche à Lima sur 20 km en 1 h 39 min 56 s.
En 2022, elle quitte son Huancayo natal pour s'entrainer à Arequipa avec Alfredo Quispe.

### Saison 2023
En mars, elle remporte les championnats du Pérou sur 20 km en 1 h 35 min 37 s devant Mary Luz Andia. En avril, elle termine deuxième de la Coupe panaméricaine sur 35 km à Managua en 2 h 58 min 26 s. En juin, elle termine sixième du Grand Prix de La Corogne sur 20 km en battant son record personnel en 1 h 27 min 32 s. Ce temps lui permet de se qualifier pour les Championnats du monde de Budapest et les Jeux olympiques de Paris 2024.
Aux championnats du monde de Budapest en août 2023, elle termine sixième du 35 km marche après avoir été disqualifiée quelques jours plus tôt sur le 20 km.
En octobre, elle participe aux Jeux panaméricains de Santiago et termine troisième du 20 km marche derrière sa compatriote Kimberly García et l'équatorienne Glenda Morejón. Néanmoins les temps ne sont pas officialisés à cause d'une erreur de mesure de la boucle de 1 km de la part des organisateurs.

### Vie privée
En 2023, Forbes Perú la classe parmi les cinquante femmes les plus puissantes du Pérou. On lui diagnostique de l'hypothyroïdie en 2016.

## Palmarès
| Date | Compétition                                 | Lieu            | Résultat | Épreuve         | Temps           |
| ---- | ------------------------------------------- | --------------- | -------- | --------------- | --------------- |
| 2017 | Championnats panaméricains juniors          | Trujillo        | 3e       | 10 000 m marche | 47 min 18 s 71  |
| 2018 | Championnats du monde par équipes de marche | Taicang         | 78e      | 20 km marche    | 1 h 47 min 16 s |
| 2018 | Championnats ibéro-américains               | Trujillo        | -        | 10 000 m marche | DNF             |
| 2019 | Coupe panaméricaine                         | Lázaro Cárdenas | 1re      | 50 km marche    | 4 h 22 min 57 s |
| 2019 | Jeux panaméricains                          | Lima            | 8e       | 50 km marche    | 4 h 36 min 36 s |
| 2020 | Championnat sud-américain de marche         | Lima            | 9e       | 20 km marche    | 1 h 39 min 56 s |
| 2022 | Championnats du monde par équipes de marche | Mascate         | 16e      | 35 km marche    | 3 h 8 min 58 s  |
| 2022 | Championnats ibéro-américains               | La Nucia        | 4e       | 10 000 m marche | 45 min 1 s 87   |
| 2022 | Championnats du monde                       | Eugene          | 31e      | 20 km marche    | 1 h 38 min 23 s |
| 2022 | Championnats du monde                       | Eugene          | 18e      | 35 km marche    | 2 h 56 min 4 s  |
| 2023 | Coupe panaméricaine                         | Managua         | 2e       | 35 km marche    | 2 h 58 min 26 s |
| 2023 | Championnats du monde                       | Budapest        | -        | 20 km marche    | DQ              |
| 2023 | Championnats du monde                       | Budapest        | 6e       | 35 km marche    | 2 h 46 min 18 s |
| 2023 | Jeux panaméricains                          | Santiago        | 3e       | 20 km marche    |                 |
| 2024 | Championnats ibéro-américains               | Cuiabá          | 1re      | 20 km marche    | 1 h 32 min 46 s |
| 2024 | Jeux olympiques                             | Paris           | 8e       | 20 km marche    | 1 h 28 min 16 s |

Palmarès national:
- Championne de Pérou du 20 km marche en 2023.
- Championne de Pérou du 20 000 m marche en 2020 et 2022.

## Records
| Épreuve         | Performance          | Lieu            | Date            |
| --------------- | -------------------- | --------------- | --------------- |
| 10 000 m marche | 45 min 1 s 87        | La Nucia        | 21 mai 2022     |
| 10 km marche    | 46 min 18 s          | Lima            | 21 juillet 2018 |
| 20 000 m marche | 1 h 34 min 30 s      | Lima            | 25 mai 2019     |
| 20 km marche    | 1 h 27 min 32 s      | La Corogne      | 3 juin 2023     |
| 35 km marche    | 2 h 46 min 18 s      | Budapest        | 24 août 2023    |
| 50 km marche    | 4 h 22 min 57 s (NR) | Lázaro Cárdenas | 21 avril 2019   |